# Stor gultoppet kakadu
Stor gultoppet kakadu (latin: Cacatua galerita) er en fugl i familien kakaduer i ordenen papegøjer. Den lever på Ny Guinea og i Australien.